# Euphylidorea crocotula
Euphylidorea crocotula là một loài ruồi trong họ Limoniidae. Chúng phân bố ở miền Cổ bắc.